# Каргаретели, Иа Георгиевич
Иа́ (Илья́) Гео́ргиевич Каргарете́ли (груз. ია (ილია) გიორგის ძე კარგარეთელი; 1867, Эртацминда, Российская империя, ныне Грузия — 31 марта 1939, Тбилиси, Грузинская ССР, ныне Грузия) — грузинский композитор, фольклорист, певец (тенор) и педагог. Заслуженный деятель искусств Грузинской ССР (1938).

## Биография
В юношеские годы пел в народном хоре Ладо Агниашвили. Брал уроки сольного пения у дирижёра Грузинского хора Иосифа Ратиля, солировал в хоре с 1885 года. В 1889—1895 годах учился на вокальном и теоретическом отделениях Музыкально-драматического училища Московского филармонического общества. В 1889—1891 годах был организатором вечеров грузинской музыки в Москве. 
С 1896 года — солист Тифлисского оперного театра, а с 1905 года — режиссёр этого же театра. Впервые поставил на грузинской сцене ряд опер как западноевропейских, так и русских композиторов. В 1903 году принял деятельное участие в организации Грузинского филармонического общества. В 1910 году основал Грузинское хоровое общество. С 1910 года преподавал пение и музыкальную грамоту в Тифлисской духовной семинарии, а в 1922—1925 — историю и теорию музыки в Грузинской консерватории. 
Автор первых грузинских романсов (среди известных: «О, красавица» на стихи Ильи Чавчавадзе, «Осушу слёзы» на стихи Николая Бараташвили и другие). Собрал и опубликовал 3 сборника грузинских народных песен (1899, 1909, 1921). Собирал, исследовал и пропагандировал грузинскую народную музыку. Устраивал этнографические лекции и концерты.
Самостоятельно и в сотрудничестве с Валерианом Гуния перевёл на грузинский язык либретто опер: «Демон» Рубинштейна, «Пиковая дама» Чайковского, «Севильский цирюльник» Россини, «Фауст» Гуно, «Богема» Пуччини, «Травиата», «Риголетто», «Бал-маскарад», «Отелло» (все четыре — Верди) и другие.

## Литературные сочинения
- О грузинской музыке. — М., 1893.
- О грузинской песне: (По поводу работы М. Ипполитова-Иванова «Грузинская народная песня и ее современное состояние») // Новое обозрение. 1895. № 3855.
- Грузинская музыка // Моамбе. 1895. № 11.  (груз.)
- Светская поэзия и песня // Иверия. 1902. № 145.  (груз.)
- Очерк грузинской народной музыки. — Тифлис, 1901.
- Краткий очерк по истории грузинской музыки // Весь Кавказ, отд. III — Тифлис, 1903.
- Грузинские народные песни и стихотворения. — Тифлис, 1909.
- Народная песня и её культурное и общественное значение // Закавказская речь. 1912. № Г, Музыкальная энциклопедия — Тифлис, 1933.  (груз.)

## Награды
- 1938 — Заслуженный деятель искусств Грузинской ССР